# Janneke van Tienen
Janneke van Tienen (Mill, 29 maggio 1979) è un'ex pallavolista olandese.
Giocava nel ruolo di libero.

## Carriera
La carriera di Janneke van Tienen inizia nella stagione 1997-98, quando appena diciottenne fa il suo esordio nella A-League olandese con la maglia del Volleybalclub Weert: resta legata a questa società per ben sei stagioni, aggiudicandosi uno scudetto, una Coppa dei Paesi Bassi ed una Supercoppa olandese; le sue prestazioni col club le valgono inoltre le prime chiamate in nazionale, debuttando precisamente nel 2001. Nella stagione 2003-04 e stagione 2004-05 gioca per la prima volta in un campionato estero, ingaggiata dal Unabhängiger Sportclub Münster nella 1. Bundesliga tedesca, aggiudicandosi due scudetti e due Coppe di Germania.
Dopo l'esperienza tedesca rientra in patria, vestendo la maglia del Martinus per ben quattro stagioni: questo periodo si rivela ancora una volta ricco di successi, grazie alla conquista di tre scudetti consecutivi, altrettante vittorie consecutive in coppa nazionale ed col secondo successo in supercoppa; con la nazionale vince la medaglia d'oro al World Grand Prix 2007. Nella stagione 2008-09 gioca nella Serie A1 italiana con la Pallavolo Sirio Perugia, club col quale raggiunge la Final Four di Champions League, chiusa al terzo posto; con la nazionale vince la medaglia d'argento al campionato europeo.
Una volta terminata l'esperienza col club italiano, resta poi inattiva per due stagioni a livello di club; tuttavia continua ad essere impegnata con la sua nazionale, distinguendosi particolarmente nei tornei minori, come ad esempio al Montreux Volley Masters 2011, nel quale viene premiata come miglior libero e miglior difesa del torneo, nonostante il quinto posto finale della sua nazionale. Nella stagione 2011-12 viene ingaggiata dal Voleybol Klubu Bakı, club della Superliqa azera col quale si classifica al terzo posto in campionato, ricevendo anche il premio di miglior difesa del torneo, mentre in ambito europeo giunge fino alla finale di Challenge Cup, arrendendo solo al golden set nel derby contro la Lokomotiv Bakı Voleybol Klubu; al termine della stagione annuncia il proprio ritiro dalla pallavolo.

## Palmarès

### Club
- Campionato olandese: 4

1999-00, 2005-06, 2006-07, 2007-08
- Campionato tedesco: 2

2003-04, 2004-05
- Coppa dei Paesi Bassi: 4

1999-00, 2005-06, 2006-07, 2007-08
- Coppa di Germania: 2

2003-04, 2004-05
- Supercoppa olandese: 2

2000, 2007

### Nazionale (competizioni minori)
- Montreux Volley Masters 2007
- Piemonte Woman Cup 2010

### Premi individuali
- 2011 - Montreux Volley Masters: Miglior difesa
- 2011 - Montreux Volley Masters: Miglior libero
- 2012 - Superliqa azera: Miglior difesa